# نيلس أريستروب
نيلس أريستروب (بالفرنسية: Niels Arestrup)‏
```
(
8 فبراير
 
1949
 - 
1 ديسمبر
 
2024
)، هو 
كاتب سيناريو
 
ومخرج
 
وممثل
 
دنماركي
 
وفرنسي
، ولد في 8 فبراير 1949 في 
فرنسا
.
```

## الوفاة
توفي نيلس أريستروب في 1 ديسمبر 2024 في منزله بفيل دافراي بمنطقة باريس، بعد صراع مع المرض.

## أعمال

### أفلام
- (2007) قناع الغوص والفراشة[6]
- (2009) نبي[7][8][9]
- (2010) مفتاح سارة[10]
- (2011) حصان حرب[11]
- (2013) كي دورسي
- (2015) بجوار البحر
- (2018) عند بوابة الخلود[12]

## وصلات خارجية
- نيلس أريستروب على موقع IMDb (الإنجليزية)
- نيلس أريستروب على موقع ميتاكريتيك (الإنجليزية)
- نيلس أريستروب على موقع روتن توميتوز (الإنجليزية)
- نيلس أريستروب على موقع قاعدة بيانات الأفلام العربية
- نيلس أريستروب على موقع ألو سيني (الفرنسية)
- نيلس أريستروب على موقع تيرنر كلاسيك موفيز (الإنجليزية)
- نيلس أريستروب على موقع أول موفي (الإنجليزية)
- نيلس أريستروب على موقع قاعدة بيانات الأفلام السويدية (السويدية)
- نيلس أريستروب على موقع قاعدة بيانات الفيلم (الإنجليزية)
- نيلس أريستروب على موقع كينوبويسك (الروسية)